# ウィリアム・ルーカス
ウィリアム・ヴィンセント・ルーカス(英語: William Vincent Lucas, 1835年7月3日 - 1921年11月10日)は、アメリカ合衆国出身の政治家、共和党員。長老派教会の信徒である。 アメリカ合衆国下院議員を1期務めた。

## 経歴・人物
1835年7月3日、ルーカスはインディアナ州キャロル郡のデルファイ近郊に生まれ、21歳の頃にアイオワ州に移った。26歳の頃南北戦争が勃発し、北軍の第14アイオワ義勇歩兵連隊B中隊の隊長として従軍した。
南北戦争が終結すると、ブレマー郡財務長官、機関紙「ウェイバリー共和党」の編集者、機関紙「セロゴード共和党」の編集者を務めたあと、アイオワ州下院書記官、メイソンシティ市長、アイオワ州監査人を歴任した。1883年にサウスダコタ州に移り、ブリュレ郡財務長官を務めた後、1892年、連邦下院議員選挙に当選し、1895年まで1期の任期を務めた。
1897年にサウスダコタ州チェンバレンに戻り、連邦土地事務所の登録人を務めた。1904年にカリフォルニア州サンタクルーズに移り、1921年11月10日に亡くなるまで同地で過ごした。